# 阿尚 (上比利牛斯省)
阿尚（法語：Hachan，法語發音：[aʃɑ̃]）是法国上比利牛斯省的一个市镇，属于塔布区。

## 地理
阿尚（43°17'10"N, 0°27'22"E）面积1.86 平方千米，位于法国奧克西塔尼大區上比利牛斯省，该省份为法国西南部内陆省份，北至热尔省，西接大西洋比利牛斯省，南与西班牙接壤，东临上加龙省。
与阿尚接壤的市镇（或旧市镇、城区）包括：潘图、贝特普伊、康皮藏。

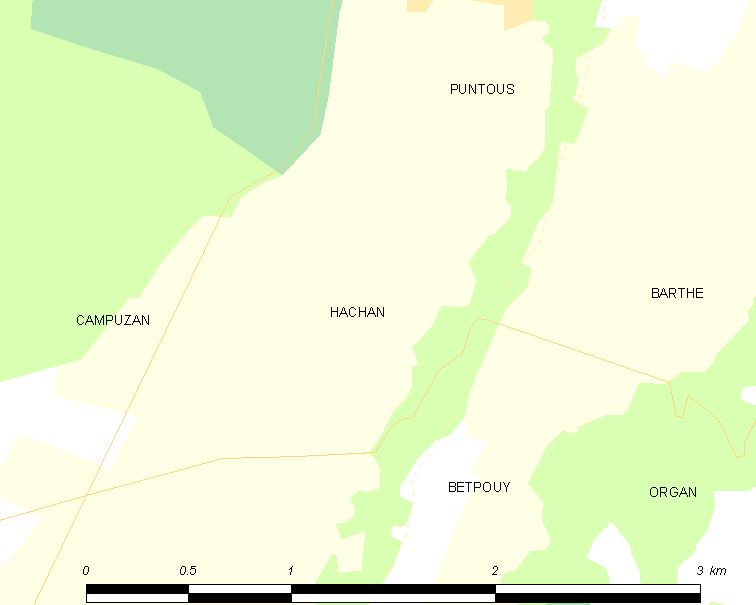
的OSM定位图

阿尚的时区为UTC+01:00、UTC+02:00（夏令时）。

## 行政
阿尚的邮政编码为65230，INSEE市镇编码为65214。

## 政治
阿尚所属的省级选区为山丘县。

## 人口

1962-2008年间人口变化图示

阿尚于2022年1月1日时的人口数量为46人。